# ハヤシフシギノモリノオナガシジミ
ハヤシフシギノモリノオナガシジミ（Drupadia hayashii）は、チョウ目（鱗翅目）アゲハチョウ上科シジミチョウ科に分類されるチョウの一種。フィリピン固有種。本種は個体数が少なく、飛翔力が極端に弱い（生息範囲が非常に狭い）上に、島民による二次林の開発（破壊）が進んでいるので、遠からず絶滅すると予測され、Danielsen、Treadaway　の両氏は国際自然保護連合（IUCN、1994）のカテゴリーに従って「絶滅寸前（Critically Endangered）」としている。

## 分布
タウィタウィ諸島西端に位置するシブツ島のみに見られ、絶滅の危機に瀕している。

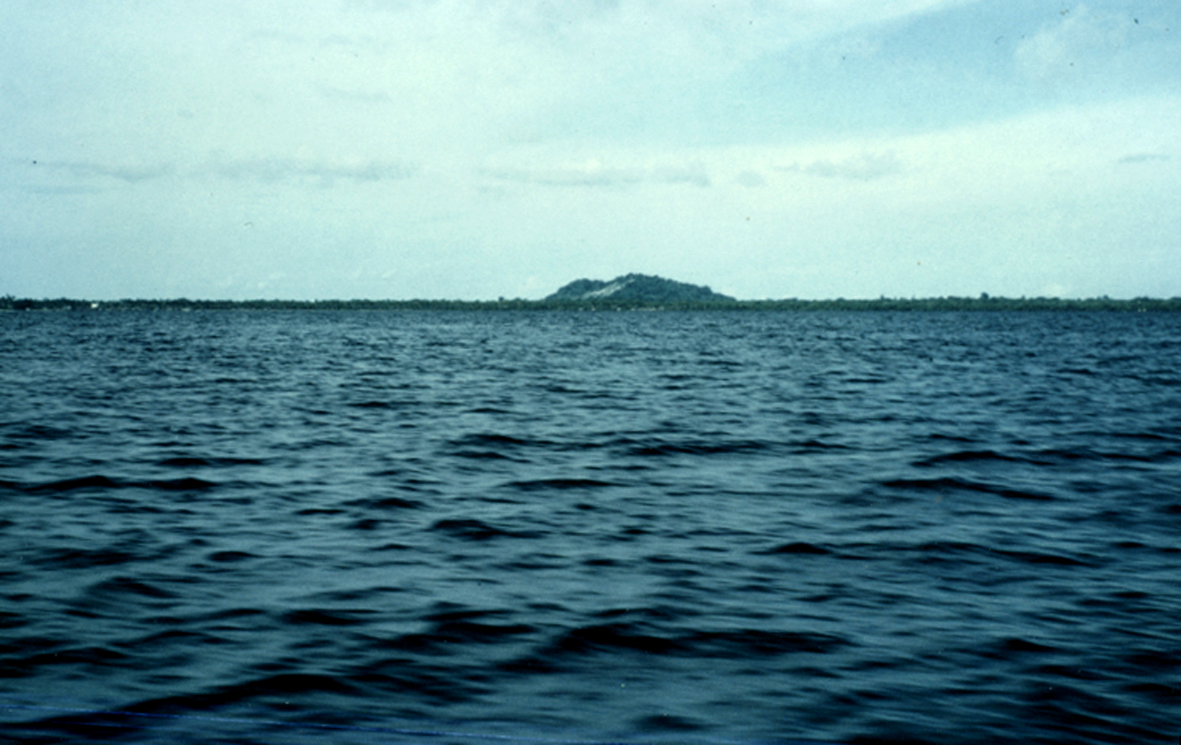
フィリピン、タウイタウイ諸島、シブツ島

## 形態
小型で前翅長はオス11-12mm、メス14-15mm。

## 生態
シビュトゥ島は平坦な島で山はなく、標高約100mの丘があるのみである。この丘のふもと近くにある二次林が本種の住みかである。飛び回ることはまず無いので、藪や低木の枝をたたいて追い出すと、せいぜい3〜5mほど飛んで葉にとまり、しばしば葉裏にもぐりこむ。

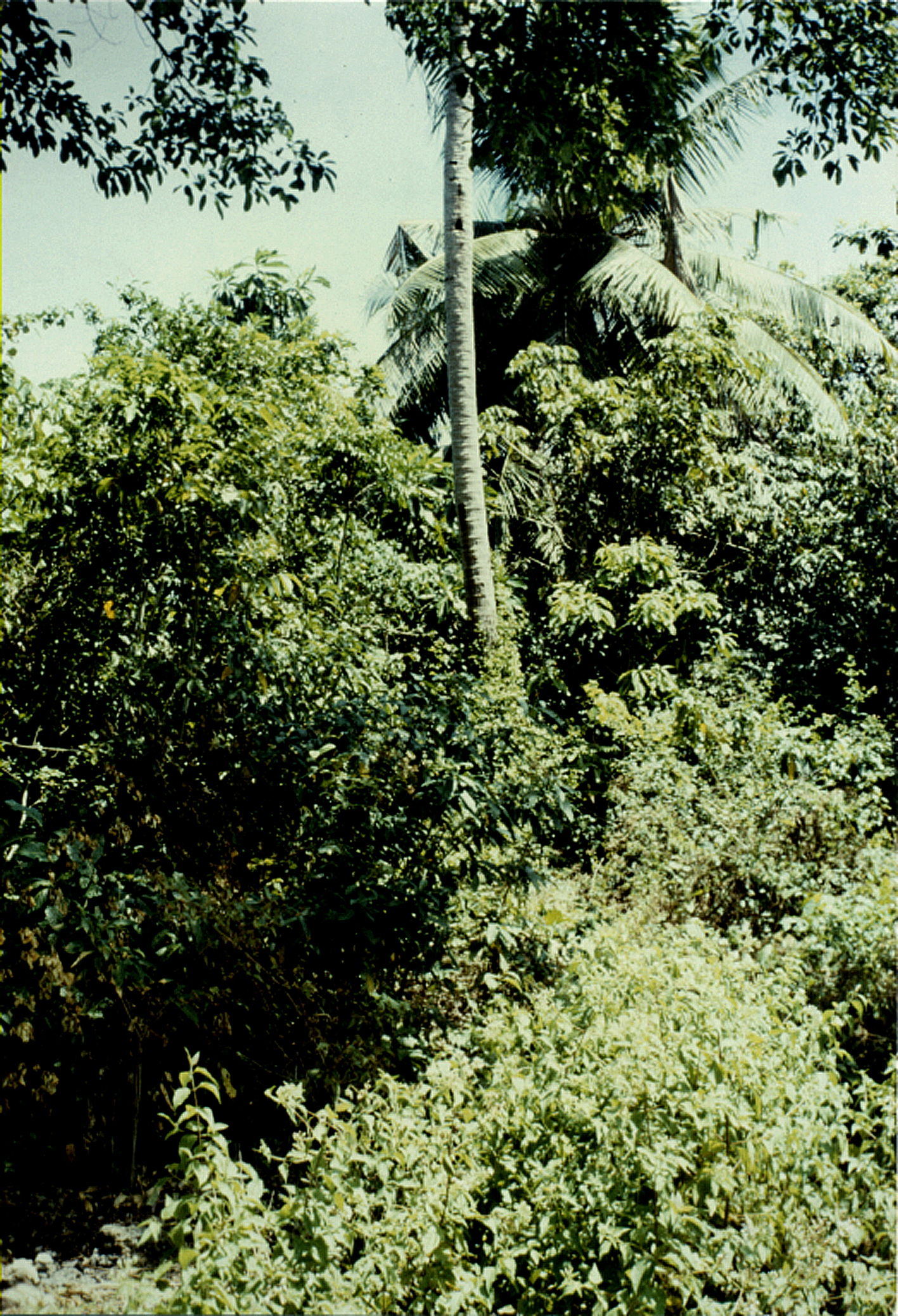
フィリピン、シブツ島の生息地

種名の語源：東南アジアのシジミチョウ研究者　林寿一に因む。